# 李元栋
李元栋（1937年2月—2019年3月31日），贵州安顺人，中华人民共和国政治人物，贵州省政协原副主席、党组原副书记，省委统战部原部长。1952年11月参加工作，1956年5月加入中国共产党。